# Cruchot Bonfons
Cruchot Bonfons é um personagem da Comédia Humana, de Honoré de Balzac, nascido em 1786 em Saumur, onde morre em 1829 segundo alguns críticos, ou em 1932, segundo outros.
Em 1819, ele é presidente de tribunal de primeira instância em Saumur. Pertence ao clã Cruchot (é sobrinho do Mestre Cruchot), uma aliança de aproximadamente vinte famílias cujo poder regional é pelo menos igual a dos Grassins, e a riqueza, bem superior. Ele não tem, então, nada de particular, mas luta pacientemente para obter a mão de Eugénie Grandet no romance de mesmo nome, contra uma arrogante família da pequena nobreza.
A partir de 1820, ele assina suas cartas Cruchot de Bonfons, sem que se tenha explicação muito clara sobre este enobrecimento súbito.
Em 1825, ele é encarregado por Eugénie de desinteressar os credores do seu pai Charles Grandet, e, finalmente, em 1827, ele se casa com ela, que se torna Madame de Bonfons. Seis meses depois, Bonfons é nomeado conselheiro à corte real de Angers, depois presidente. Em 1829, é eleito deputado de Saumur, e morre oito dias depois. As estipulações de seu contrato de casamento, muito habilmente redigido, fazem definitivamente de Eugénie sua única herdeira.